# Thaïs (opera)
Thaïs è una comédie lyrique in tre atti di Jules Massenet, su libretto di Louis Gallet, tratta dal romanzo omonimo di Anatole France. La prima rappresentazione dell'opera, all'Opéra di Parigi, risale al 16 marzo 1894, con Sybil Sanderson.

## Trama
Il monaco cenobita Athanaël è intenzionato a convertire alla fede la cortigiana Thaïs, che corrompe il popolo d'Alessandria e lo spinge al culto di Afrodite. Perciò lascia la Tebaide alla volta della città, dove viene ospitato dall'amante di Thaïs, Nicias. Durante un banchetto in onore della cortigiana, l'asceta invita costei a redimersi ed ella, noncurante, ignora momentaneamente i consigli del monaco. Successivamente, desiderosa di riscattarsi dal peccato, si converte e trova rifugio in un cenobio, nel deserto. In quell'austero luogo di preghiere e meditazioni trova la tanto cercata pace interiore, mentre il monaco Athanaël, dopo aver compiuto la sua missione, tornato alla Tebaide, ha perduto la pace dell'anima. Sono subentrati in lui l'orgoglio di aver portato alla redenzione la famosa peccatrice ed il desiderio di un amore terreno. Ossessionato dal ricordo della bellezza di Thaïs, dopo averla vista morente in sogno, torna di fretta al monastero. Ella, dopo tre mesi di penitenza, è ormai santa e totalmente distaccata dalle vanità terrene, e non sente le parole d'amore di Athanaël, morendo dolcemente tra le sue braccia rapita da una celeste visione.

## Incisioni
- 1952 - Géori Boué, Roger Bourdin, Jean Giraudeau - Choeurs et Orchestre de l'Opéra de Paris, Georges Sébastian
- 1961 - Renée Doria, Robert Massard, Michel Sénéchal - Choeurs et Orchestre de Radio France, Jésus Etcheverry
- 1974 - Anna Moffo, Gabriel Bacquier, José Carreras - Ambrosian Opera Chorus, New Philharmonia Orchestra, Julius Rudel
- 1976 - Beverly Sills, Sherrill Milnes, Nicolai Gedda - John Alldis Choir, New Philharmonia Orchestra, Lorin Maazel
- 1997 - Renée Fleming (Thais), Giuseppe Sabbatini (Niclas), Thomas Hampson (Athanael), Marie Devellerau (Crobyle), Isabelle Cals (Myrtale), Enkeleida Shkosa (Albine), Elizabeth Vidal (La charmeuse), Stefano Palatchi (Palèmon) – Orchestra e Coro National Bordeaux Aquitaine, Yves Abel – Decca (studio)
- 2008 - Barbara Frittoli, Lado Ataneli, Alessandro Liberatore, Eleonora Buratto - Orchestra e Coro del Teatro Regio di Torino, direttore Gianandrea Noseda

## DVD parziale
- Thaïs - Lopez-Cobos/Fleming/Hampson, 1997 Decca
- Thaïs - Marcello Viotti - Michele Pertusi, Eva Mei, Elodie Méchain, Orchestra e Coro del Teatro La Fenice, Pier Luigi Pizzi - 2004 Dynamic